# Demopolis Chalk
Craie de Demopolis
Demopolis Chalk ou Craie de Demopolis est une formation géologique située aux États-Unis, plus précisément dans les états de l'Alabama, du Mississippi et du Tennessee.

## Présentation
La craie a été formée par des sédiments pélagiques déposés le long du bord oriental de la baie du Mississippi au cours du Campanien moyen du Crétacé supérieur,. C'est une unité du groupe de Selma (en) et se compose du membre supérieur de Bluffport Marl et d'un membre inférieur non nommé. Les restes de dinosaures et de mosasaures font partie des fossiles qui ont été récupérés dans au sein de Demopolis Chalk,.

## Paléofaune vertébrée

### Poissons

#### Poissons cartilagineux
| Poissons cartilagineux de la formation Demopolis Chalk | Poissons cartilagineux de la formation Demopolis Chalk | Poissons cartilagineux de la formation Demopolis Chalk | Poissons cartilagineux de la formation Demopolis Chalk | Poissons cartilagineux de la formation Demopolis Chalk |
| Genres                                                 | Espèces                                                | Présence                                               | Notes                                                  | Images                                                 |
| ------------------------------------------------------ | ------------------------------------------------------ | ------------------------------------------------------ | ------------------------------------------------------ | ------------------------------------------------------ |
| Cretolamna                                             | C. appendiculata                                       |                                                        | Un des Otodontidae                                     |                                                        |
| Scapanorhynchus                                        | Scapanorhynchus sp.                                    |                                                        | Un des Mitsukurinidae                                  |                                                        |
| Squalicorax                                            | S. kaupi                                               |                                                        | Un des Anacoracidae                                    |                                                        |
| Squalicorax                                            | S. pristodontus                                        |                                                        | Un des Anacoracidae                                    |                                                        |
| Ischyrhiza                                             | I. mira                                                |                                                        | Un des Sclerorhynchidae                                |                                                        |
| Carcharias                                             | C. samhammeri                                          |                                                        | Un des Odontaspididae                                  |                                                        |
| Archaeolamna                                           | A. "kopingensis"                                       |                                                        | Un des Archaeolamnidae                                 |                                                        |

#### Poissons osseux
| Poissons osseux de la formation Demopolis Chalk | Poissons osseux de la formation Demopolis Chalk | Poissons osseux de la formation Demopolis Chalk | Poissons osseux de la formation Demopolis Chalk | Poissons osseux de la formation Demopolis Chalk |
| Genres                                          | Espèces                                         | Présence                                        | Notes                                           | Images                                          |
| ----------------------------------------------- | ----------------------------------------------- | ----------------------------------------------- | ----------------------------------------------- | ----------------------------------------------- |
| Enchodus                                        | E. petrosus                                     |                                                 | Un des Enchodontidae                            |                                                 |
| Protosphyraena                                  | P. gladius                                      |                                                 | Un des Pachycormidae                            |                                                 |
| Xiphactinus                                     | X. vetus                                        |                                                 | Un des Ichthyodectidae                          |                                                 |

### Reptiles

#### Dinosaures
Des restes indéterminés d'hadrosauridés ont été trouvés dans le Tennessee. De possibles restes indéterminés de tyrannosauridés ont été trouvés en Alabama.
| Dinosaures de la formation Demopolis Chalk | Dinosaures de la formation Demopolis Chalk | Dinosaures de la formation Demopolis Chalk | Dinosaures de la formation Demopolis Chalk | Dinosaures de la formation Demopolis Chalk |
| Genres                                     | Espèces                                    | Présence                                   | Notes                                      | Images                                     |
| ------------------------------------------ | ------------------------------------------ | ------------------------------------------ | ------------------------------------------ | ------------------------------------------ |
| Appalachiosaurus,                          | A. montgomeriensis,                        | Présence geographique en Alabama.          | Un des tyrannosauroïdes                    |                                            |

#### Mosasaures
| Mosasaures de la Demopolis Chalk | Mosasaures de la Demopolis Chalk | Mosasaures de la Demopolis Chalk | Mosasaures de la Demopolis Chalk | Mosasaures de la Demopolis Chalk |
| Genres                           | Espèces                          | Présence                         | Notes                            | Images                           |
| -------------------------------- | -------------------------------- | -------------------------------- | -------------------------------- | -------------------------------- |
| Mosasaurus                       | M. conodon                       |                                  | Un des Mosasaurinae              |                                  |
| Plioplatecarpus                  | P. primaevus                     |                                  | Un des Plioplatecarpinae         |                                  |
| Prognathodon                     | P. rapax                         |                                  | Un des Mosasaurinae              |                                  |
| Prognathodon                     | P. solvayi                       |                                  | Un des Mosasaurinae              |                                  |

#### Plésiosaures
| Plésiosaures de la Demopolis Chalk | Plésiosaures de la Demopolis Chalk | Plésiosaures de la Demopolis Chalk | Plésiosaures de la Demopolis Chalk | Plésiosaures de la Demopolis Chalk |
| Genres                             | Espèces                            | Présence                           | Notes                              | Images                             |
| ---------------------------------- | ---------------------------------- | ---------------------------------- | ---------------------------------- | ---------------------------------- |
| Elasmosaurus                       | Elasmosaurus sp.                   |                                    | Un des Elasmosauridae              |                                    |